# سارا منرز
سارا منرز (متولد ۲۵ اوت ۱۹۷۵) یک هنرپیشه و تاجر انگلیسی است که به خاطر نقش‌هایش در نقش جوآنا هلم در سریال پزشکان بی‌بی‌سی، بکس رینولدز در درام پزشکی بی‌بی‌سی حادثه و کرستی نایت در درام رویه‌ای آی‌تی‌وی The Bill شناخته می‌شود.
منرز در ۲۵ اوت ۱۹۷۵ در هاربورن، بیرمنگام متولد شد. پدرش فروشنده خودروهای کلاسیک بود، در حالی که مادرش مدیر مدرسه ای در هندزورث بود.

## فیلم‌شناسی
| سال       | عنوان                       | نقش             | یادداشت‌ها     |
| --------- | --------------------------- | --------------- | ------------- |
| ۱۹۹۷      | ایست اندرز                  | مامور فرودگاه   | ۱ قسمت        |
| ۱۹۹۸      | قند، قند                    | قند قند         | ۱ قسمت        |
| ۱۹۹۸      | دست بزن و برو               | سو              | ۱ قسمت        |
| ۲۰۰۰–۲۰۰۱ | دکترها                      | جوانا هلم       | نقش منظم      |
| ۲۰۰۲      | جرم واقعی                   | تراسی اندروز    | ۱ قسمت        |
| ۲۰۰۱      | گوسفندهای جنگی              |                 | ۱ قسمت        |
| ۲۰۰۱      | "موبل"                      | سام مارسدن      | نقش اصلی      |
| ۲۰۰۳      | "میل های"                   | ک.سی. گرگری     | نقش اصلی      |
| ۲۰۰۳      | بازی بعد از ظهر             | طلوع آفتاب      | ۱ قسمت        |
| ۲۰۰۳–۲۰۰۵ | تلفات                       | بکس رینولدز     | نقش اصلی      |
| ۲۰۰۴      | شهر هولبی                   | بکس رینولدز     | ۱ قسمت        |
| ۲۰۰۶      | ماینو                       | لوری ووس        | ۱ قسمت        |
| ۲۰۰۹      | به سرطان و فراتر از آن      | الکساندرا       | ۱ قسمت        |
| ۲۰۱۰      | قانون                       | کیرستی نایت     | نقش اصلی      |
| ۲۰۱۳      | کار                         | جین             | ۱ قسمت        |
| ۲۰۱۵      | متمایز                      | صدای تلفنی جانت | فیلم؛ نقش صدا |
| ۲۰۱۶      | خواهران                     | دارل            | فیلم کوتاه    |
| ۲۰۱۹      | هفت روز: داستان دیو هلی کور | دبی هیلی        | فیلم          |